# Kazimierz Świtalski
Kazimierz Stanisław Świtalski (IPA: [kaˈʑimjɛʂ staˈɲiswaf ɕfiˈtalskʲi]) (Sanok, 4 marzo 1886 – Varsavia, 28 dicembre 1962) è stato un ufficiale e politico polacco.
Ha ricoperto la carica di Primo ministro della Polonia.

## Biografia
Prima della prima guerra mondiale, si unì al Związek Walki Czynnej, un'organizzazione clandestina fondata da Józef Piłsudski. Nel 1914 Świtalski si unì alle Legioni Polacche e nel 1918 all'Esercito polacco, dove divenne uno degli alleati di Piłsudski. Anche dopo la guerra rimase nell'esercito.
Durante il colpo di stato in Polonia del 1926 Świtalski sostenne Piłsudski. Dal 1926 ottenne varie cariche politiche; in quell'anno fu Capo della Cancelleria Civile del Presidente; dal 1926 al 1928 diresse il Dipartimento Politico del Ministero degli Affari Militari; nel giugno 1928 Świtalski divenne ministro dell'Istruzione e nel 1929 Primo Ministro. Nel 1930 fu eletto al Sejm e dal 1933 al 1935 ne fu il Maresciallo (Presidente). Dopo il 1935 si ritirò dalla vita politica attiva e divenne Voivoda di Cracovia.
Dopo la Campagna di Polonia del 1939 Kazimierz Świtalski divenne prigioniero di guerra e fu portato al campo di Woldenberg, dove trascorse l'intera seconda guerra mondiale. Nel 1945 tornò in Polonia, dove fu perseguitato e imprigionato dalle autorità comuniste. Riabilitato dopo il 1956, morì nel 1962.